# Günter Bandmann
Günter Bandmann (* 10. September 1917 in Duisburg; † 24. Februar 1975 in Bonn) war ein deutscher Kunsthistoriker, der sich insbesondere mit Architekturgeschichte und Architekturikonologie befasste.

## Leben
Bandmann absolvierte nach dem Schulbesuch ein Studium an der Philosophischen Fakultät der Universität zu Köln und schloss dort 1942 seine Promotion am Lehrstuhl von Hans Kauffmann zum Doktor der Philosophie mit einer Dissertation zum Thema Die Werdener Abteikirche (1256–1275): Studie zum Ausgang der staufischen Baukunst ab.
1949 habilitierte sich Bandmann mit einer Arbeit Mittelalterliche Architektur als Bedeutungsträger. Aufbauend auf dem Werk Richard Krautheimers entwickelte er hierin sowie in seinen nachfolgenden Publikationen zur Architekturikonologie ein Verständnis für die inhaltlichen Implikationen der Architektur. 1955 wurde er zum außerordentlichen Professor für Architektur- und Kunstgeschichte an der Rheinischen Friedrich-Wilhelms-Universität Bonn berufen. 1965 nahm er einen Ruf auf eine Professur als Nachfolger von Hubert Schrade an der Eberhard Karls Universität Tübingen an und lehrte dort bis 1970. Während dieser Zeit war er außerdem Direktor des Kunsthistorischen Instituts der Universität Tübingen. Im Anschluss kehrte er als Professor an die Rheinische Friedrich-Wilhelms-Universität Bonn zurück und lehrte dort bis zu seinem Tode. Ein geplantes Werk über die meist als Herrscherkirche fungierende romanische Doppelkapelle blieb unvollendet.
Sein schriftlicher Nachlass befindet sich im Deutschen Kunstarchiv im Germanischen Nationalmuseum in Nürnberg.

## Schriften (Auswahl)
- Die Kölner Rheinfront (Führer zu großen Baudenkmälern 62). Berlin, München: Dt. Kunstverlag 1944.
- Sankt Gereon in Köln (Führer zu großen Baudenkmälern 60). Berlin, München: Dt. Kunstverlag 1945.
- Der Kölner Dom und seine Bildwerke (Große Baudenkmäler 116). Berlin, München: Dt. Kunstverlag 1948.
- Maria-Laach Deutscher Kunstverlag, München 1947.
- Die Bauformen des Mittelalters Athenäum, Berlin 1949.
- Ikonologie der Architektur. In: Jahrbuch für Ästhetik und allgemeine Kunstwissenschaften. Stuttgart 1951, S. 67–109; Neudruck: Wissenschaftliche Buchgesellschaft, Darmstadt 1969 (= Libelli. Band 299).
- Die Werdener Abteikirche (1256–1275): Studie zum Ausgang der staufischen Baukunst Rudolf Habelt, Bonn 1953.
- Mittelalterliche Architektur als Bedeutungsträger. Gebr. Mann, Berlin 1951 (11. Auflage 1998); englische Ausgabe: Early medieval architecture as bearer of meaning. aus dem Deutschen übersetzt von Kendall Wallis. Columbia University Press, New York 2005. ISBN 0-231-12704-9.
- Über Pastophorien und verwandte Nebenräume im mittelalterlichen Kirchenbau. In: Wolfgang Braunfels (Hrsg.): Kunstgeschichtliche Studien für Hans Kauffmann. Berlin 1956, S. 10–58.
- Ikonologie des Ornaments und der Dekoration. In: Jahrbuch der Ästhetik und allgemeinen Kunstwissenschaft 4, 1958/59.
- Bemerkungen zu einer Ikonologie des Materials. In: Städel-Jahrbuch 2. Serie, Bd. 2, 1969, S. 75–101.
- Melancholie und Musik. Ikonographische Studien (Wissenschaftliche Abhandlungen der Arbeitsgemeinschaft für Forschung des Landes Nordrhein-Westfalen). Springer, Wiesbaden 1960 ISBN 978-3-663-00783-8 digitalisat
- Früh- und hochmittelalterliche Altaranordnung als Darstellung. In: Kurt Böhner u. a. (Hg.): Das erste Jahrtausend, Kultur und Kunst im werdenden Abendland. Textbd. 1, Schwann, Düsseldorf 1962, S. 371–411.
- Les Demoiselles d’Avignon. Reclam, Stuttgart 1965.
- Zum Wirklichkeitsbegriff. Verlag der Akademie der Wissenschaften und der Literatur, Wiesbaden 1974.